# Championnat du Paraguay de football 1986
Navigation
Saison précédente Saison suivante
La saison 1986 du Championnat du Paraguay de football est la soixante-seizième édition de la Primera División, le championnat de première division au Paraguay. Les dix meilleurs clubs du pays disputent la compétition, qui se déroule en plusieurs phases :
- les équipes se rencontrent lors de trois tours, tous disputés au sein d’une poule unique. Les deux premiers de chaque tour se qualifient pour la phase finale. Un classement cumulé des trois tours est utilisé pour qualifier des équipes supplémentaires au besoin.
- la phase finale regroupe les six qualifiés au sein d'une poule unique. Ils s’affrontent à nouveau une fois pour désigner le champion et l'équipe qui l'accompagne en Copa Libertadores.

C'est le Club Sol de América qui est sacré champion cette saison après avoir terminé en tête du classement final, avec un seul point d’avance sur Club Olimpia et deux sur le Cerro Porteño. C'est le tout premier titre de champion du Paraguay de l’histoire du club.

## Les clubs participants
| - Club Guaraní - Cerro Porteño - Club Libertad - Club Atlético Colegiales - Club Olimpia | - Club Sol de América - Club Sportivo Luqueño - Club Nacional - Club Sportivo San Lorenzo - Club Sport Colombia - Promu de División Intermedia |

## Compétition
Le barème utilisé pour établir l’ensemble des classements est le suivant :
- Victoire : 2 points
- Match nul : 1 point
- Défaite : 0 point

### Première phase

#### Classement cumulé
| Rang | Équipe                    | Pts | J  | G  | N  | P  | Bp | Bc | Diff |
| ---- | ------------------------- | --- | -- | -- | -- | -- | -- | -- | ---- |
| 1    | Club Sol de América       | 34  | 27 | 13 | 8  | 6  | 40 | 25 | +15  |
| 2    | Club Atlético Colegiales  | 33  | 27 | 10 | 13 | 4  | 36 | 27 | +9   |
| 3    | Club Guaraní              | 33  | 27 | 12 | 9  | 6  | 39 | 27 | +12  |
| 4    | Cerro Porteño             | 32  | 27 | 12 | 8  | 7  | 36 | 23 | +13  |
| 5    | Club Libertad             | 28  | 27 | 10 | 8  | 9  | 35 | 35 | 0    |
| 6    | Club OlimpiaT             | 28  | 27 | 10 | 8  | 9  | 28 | 23 | +5   |
| 7    | Club Sportivo Luqueño     | 27  | 27 | 9  | 9  | 9  | 34 | 34 | 0    |
| 8    | Club Sport ColombiaP      | 22  | 27 | 5  | 12 | 10 | 24 | 33 | -9   |
| 9    | Club Nacional             | 17  | 27 | 4  | 9  | 14 | 24 | 25 | -1   |
| 10   | Club Sportivo San Lorenzo | 16  | 27 | 4  | 8  | 15 | 26 | 50 | -24  |

|  | Qualification directe pour la phase finale (vainqueur ou dauphin d’une phase) |
|  | Qualification pour la phase finale grâce au classement cumulé                 |
|  | Relégation directe en División Intermedia                                     |
|  | T : Tenant du titre P : Promu de División Intermedia                          |

### Phase finale
| Rang | Équipe                      | Pts | J | G | N | P | Bp | Bc | Diff |
| ---- | --------------------------- | --- | - | - | - | - | -- | -- | ---- |
| 1    | Club Sol de América +3      | 9   | 5 | 2 | 2 | 1 | 9  | 6  | +3   |
| 2    | Club OlimpiaT +1            | 8   | 5 | 3 | 1 | 1 | 8  | 4  | +4   |
| 3    | Cerro Porteño               | 7   | 5 | 3 | 1 | 1 | 7  | 5  | +2   |
| 4    | Club Libertad +2            | 6   | 5 | 2 | 0 | 3 | 6  | 8  | -2   |
| 5    | Club Guaraní +2             | 5   | 5 | 1 | 1 | 3 | 2  | 6  | -4   |
| 6    | Club Atlético Colegiales +1 | 4   | 5 | 1 | 1 | 3 | 4  | 7  | -3   |

## Bilan de la saison
| Championnat du Paraguay de football 1986 |                                 |
| Champion                                 | Club Sol de América (1er titre) |
| Qualifications continentales             |                                 |
| Copa Libertadores 1987                   | Club Sol de América             |
| Copa Libertadores 1987                   | Club Olimpia                    |
| Promotions et relégations                |                                 |
| Promus en Primera División               | General Caballero SC            |
| Relégués en División Intermedia          | Club Sportivo San Lorenzo       |